# Universidad de la Isla de la Juventud
La Universidad de la Isla de la Juventud "Jesús Montané Oropesa", UIJ es una universidad ubicada en Isla de la Juventud, Cuba. Fue fundada en enero de 1973 y posee cuatro facultades.

## Organización
La UIJ posee 4 facultades:
- Facultad de Ciencias Sociales y Humanísticas

- Facultad de Ciencias Técnicas

- Facultad de Ciencias Pedagógicas

- Facultad de Cultura Física